# 吴晓东 (1965年)
吴晓东（1965年12月—），浙江东阳人，中华人民共和国政治人物，中共浙江省委十四届委员会委员。曾任中共台州市委副书记、市人民政府市长等职，现任浙江省科协党组书记。

## 生平
吴晓东1985年7月参加工作，1984年4月加入中国共产党，浙江省委党校研究生学历。曾于舟山市文化局、共青团浙江省舟山市委、舟山市定海区、浙江省绍兴市行政学院等地工作。2006年12月至2012年1月担任舟山市普陀区委书记。2012年1月履新绍兴市，担任绍兴市委常委、组织部部长。2015年11月担任绍兴市副市长。2017年3月升任绍兴市委副书记。2018年1月，履新丽水市，担任丽水委副书记，副市长及代市长。2018年3月升任市长。2021年12月履新台州市，接替吳海平，擔任中共台州市委副書記、副市長、代理市長。2022年4月正式当选为台州市人民政府市长。
2023年5月21日辞去台州市市长一职，由沈铭权接替。转任浙江省科协党组书记。